# خاکشیر (سرده)
خاکشیر، خاکشی (نام علمی: Sisymbrium) نام یک سرده از تیره شب‌بویان است.